# M'Lédjélé
M'Lédjélé est une commune des Comores située sur l'ile de Mohéli, dans la Préfecture de Nioumachioi. La commune comprend les localités suivantes : Mirémani, N'Drondroni, Nioumachioi et N'Dréméyani.